# Gravity Rush
Gravity Rush, conosciuto in Giappone con il titolo Gravity Daze (グラヴィティデイズ/重力的眩暈:上層への帰還において彼女の内宇宙に生じた摂動?, Guraviti Deizu/Jūryoku-teki Memai: Jōsō e no Kikan ni Oite, Kanojo no Nai-Uchū ni Shōjita Setsudō), è un videogioco di ruolo d'azione sviluppato per PlayStation Vita. Diretto da Keiichiro Toyama e scritto da Naoko Sato (conosciuto per la serie Siren ed il primo Silent Hill), la principale meccanica di gioco consiste nell'abilità del giocatore di manipolare la gravità, permettendo al personaggio movimenti ed esplorazione unici. La grafica del gioco è in Cel-shading, che secondo l'opinione di Toyama spicca rispetto alla tendenza occidentale al fotorealismo. L'idea del gioco è nata nel 2008 come progetto per PlayStation 3 chiamato Gravité,
 prima di essere successivamente trasferito su PS Vita.
Le parti doppiate del gioco sono in una lingua immaginaria, comprensibile solo attraverso i sottotitoli, che ricorda vagamente il francese.
Al Tokyo Game Show 2015 è stata annunciata una versione del gioco rimasterizzata chiamata Gravity Rush Remastered sviluppata da Bluepoint Games e il seguito del gioco intitolato Gravity Rush 2. Entrambi i titoli sono per PlayStation 4 e sono stati distribuiti rispettivamente nel febbraio 2016 e nel gennaio 2017.

## Trama
Kat si risveglia in un parco ad Auldnoir, quartiere della strana città di Hekseville, insieme ad un bizzarro gatto, il cui corpo riflette decine di stelle e galassie che in seguito chiamerà Dusty. Mentre esplora la zona, la ragazza incontra un uomo, Aujean, che le chiede aiuto per salvare suo figlio da una tempesta gravitazionale. Kat, che inizialmente si sottrae, scopre poco dopo di poter alterare la gravità grazie al gatto Dusty, e salva quindi il bambino ma non riuscendo a impedire la distruzione della casa. Cercando di dare un senso a quello che le è accaduto, Kat si va a nascondere nei vincoli. Aprendo una porta arrugginita, Kat scopre con stupore che la città in cui si trova è sospesa nel vuoto, sostenuta da enormi supporti di metallo.
Intrappolata in un mondo insolito, Kat va avanti in cerca di risposte, e nel suo viaggio incontra diversi personaggi chiave, soprattutto Raven e Syd; la prima è una giovane Shifter (ovvero coloro che hanno il potere di alterare la gravità), proprio come Kat, che inizialmente servirà come rivale principale a causa di alcuni fraintendimenti, per poi diventare non solo l'alleata principale di Kat, ma anche la sua più grande amica. Syd è invece un giovane e sbadato poliziotto, non esattamente tagliato per il suo lavoro, che in diverse occasioni chiede l'aiuto di Kat per compiere missioni che la polizia da sola non potrebbe compiere. Kat gli salva la vita quando si sbarazza di alcuni teppisti e dei Nevi, dei mostri con grossi nuclei che servono da avversari principali del gioco. Nonostante il carattere sbarazzino e, talvolta, screanzato, Kat è molto affezionata a lui.
Se all'inizio era vista solo come una teppista e i suoi sforzi non venivano riconosciuti, col tempo Kat si affermò come una supereroina vera e propria, diventando la Regina della Gravità, la famosa e amata Shifter che si batte coraggiosamente per il bene dell'umanità.